# Zap (Dakota Północna)
Zap – miasto w Stanach Zjednoczonych, w stanie Dakota Północna, w hrabstwie Mercer.